# Saison 2015 des Mariners de Seattle
La saison 2015 des Mariners de Seattle est la 39e saison en Ligue majeure de baseball pour cette franchise.
Pleins d'espoirs après une solide saison 2014 puis l'acquisition du joueur étoile Nelson Cruz, les Mariners comptent parmi les favoris pour remporter le titre en 2015,, mais échouent lamentablement. La décevante,, saison 2015 de l'équipe coûte leurs emplois au gérant Lloyd McClendon et au directeur général Jack Zduriencik. Perdant 11 matchs de plus qu'en 2014, Seattle boucle 2015 avec 76 victoires et 86 défaites, en 4e place sur 5 clubs dans la division Ouest de la Ligue américaine.
L'un des bons moments de la saison pour les Mariners est le match sans point ni coup sûr lancé par Hisashi Iwakuma le 12 août 2015 contre les Orioles de Baltimore. Le nouveau venu Nelson Cruz répond aussi aux attentes avec 44 circuits, second plus haut total de l'année dans les majeures. Avec la qualification des Blue Jays de Toronto en séries éliminatoires, les Mariners prolongent à 14 saisons leur nombre de campagnes consécutives sans jouer en parties d'après-saison, la plus longue séquence du genre en cours dans les majeures.

## Contexte
Dirigés pour la première année par Lloyd McClendon et accueillant le joueur étoile Robinson Canó, les Mariners sont dans la course aux séries éliminatoires durant toute la saison 2014 mais ratent la qualification au dernier jour de la campagne. Avec 87 victoires contre 75 défaites, les Mariners gagnent 16 matchs de plus qu'en 2013, réalisent leur première saison gagnante depuis 2009 et leur meilleure performance depuis 2007, mais ratent les éliminatoires pour une 13e année de suite. Ils prennent le 3e rang de la division Ouest de la Ligue américaine, à 11 matchs des meneurs mais à une seule victoire d'une place en éliminatoires.

## Intersaison

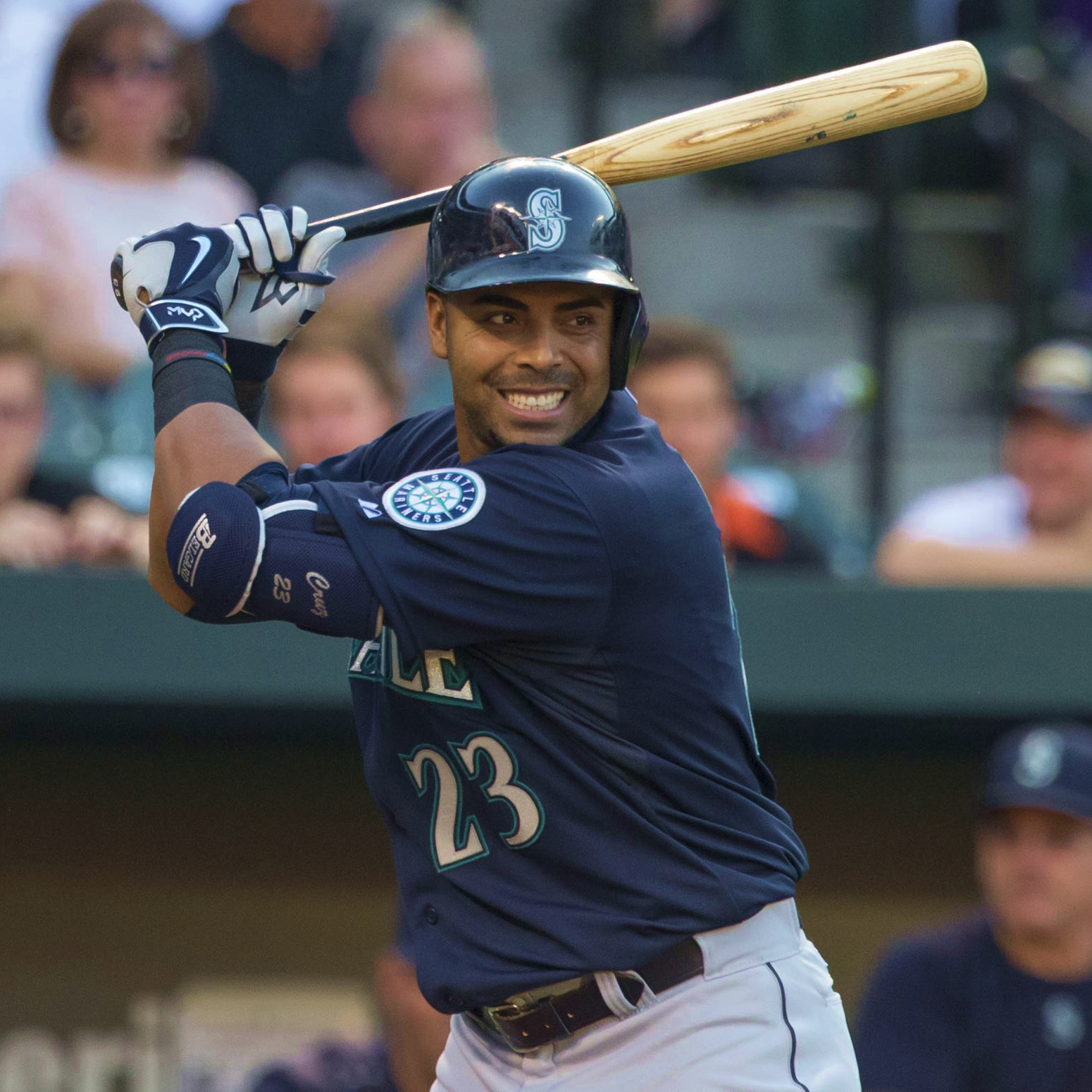
En décembre 2014, Nelson Cruz signe un contrat de 4 ans avec les Mariners.

Nelson Cruz, champion du baseball majeur pour les coups de circuit en 2014 avec les Orioles de Baltimore, est agent libre et rejoint les Mariners le 4 décembre 2014. Il accepte une offre de 58 millions de dollars pour 4 saisons chez les Mariners de Seattle. Les joueurs assignés en 2014 au rôle de frappeur désigné chez les Mariners ont généré des performances misérables toute la saison, et il est prévu que Cruz soit employé dans ce rôle « 75 % du temps » en 2015, même si le principal intéressé dit préférer sa position de joueur de champ extérieur. En revanche, deux joueurs fréquemment utilisés comme frappeurs désignés en 2014, Corey Hart et Kendrys Morales, quittent Seattle via le marché des joueurs autonomes et aboutissent chez les Pirates de Pittsburgh et les Royals de Kansas City, respectivement. La franchise laisse aussi filer le voltigeur Chris Denorfia, qui rejoint les Cubs de Chicago. Le joueur de premier but Justin Smoak est abandonné au ballottage et réclamé par les Blue Jays de Toronto.
Le 3 décembre 2014, Seattle échange le voltigeur Michael Saunders aux Blue Jays de Toronto contre le lanceur gaucher J. A. Happ.
Le 17 décembre 2014, le voltigeur Justin Ruggiano est obtenu des Cubs de Chicago en échange du lanceur droitier des ligues mineures Matt Brazis. Le 30 décembre 2014, le voltigeur Seth Smith est acquis des Padres de San Diego en échange du lanceur droitier Brandon Maurer.
Le sort du lanceur droitier Chris Young, qui a relancé en 2014 sa carrière et remporté le prix meilleur retour de la saison dans la Ligue américaine, est en suspens après son accession au statut d'agent libre.

## Calendrier pré-saison
L'entraînement de printemps 2015 des Mariners se déroule du 4 mars au 4 avril.

## Saison régulière
La saison régulière de 162 matchs des Mariners débute le 6 avril par la visite des Angels de Los Angeles et se termine le 4 octobre suivant.

### Classement
| Ligue américaine division Ouest | V  | D  | %    | Diff. | Diff. (séries) |
| ------------------------------- | -- | -- | ---- | ----- | -------------- |
| Rangers du Texas                | 88 | 74 | ,543 | -     | -              |
| Astros de Houston               | 86 | 76 | ,531 | 2     | -              |
| Angels de Los Angeles           | 85 | 77 | ,525 | 3     | 1              |
| Mariners de Seattle             | 76 | 86 | ,469 | 12    | 10             |
| Athletics d'Oakland             | 68 | 94 | ,420 | 20    | 18             |

### Mai
- 4 mai : Au terme de son premier mois avec l'équipe, Nelson Cruz des Mariners est élu meilleur joueur du mois d'avril 2015 dans la Ligue américaine[28].

### Juin
- 3 juin : Désireux d'améliorer leur offensive, 14e de la Ligue américaine pour les points marqués[29], les Mariners acquièrent le voltigeur Mark Trumbo et le lanceur gaucher Vidal Nuño des Diamondbacks de l'Arizona, cédant en échange le releveur gaucher Dominic Leone, le receveur Welington Castillo et deux joueurs des ligues mineures : le voltigeur Gabby Guerrero et l'arrêt-court Jack Reinheimer[30].
- 20 juin : L'ancienne vedette des Mariners, Edgar Martínez, est nommé instructeur des frappeurs de l'équipe en remplacement de Howard Johnson[31].

### Août
- 12 août : À Seattle, Hisashi Iwakuma lance un match sans point ni coup sûr pour les Mariners aux dépens des Orioles de Baltimore, devenant le deuxième Japonais après Hideo Nomo en 2001 à réussir l'exploit dans les majeures[32].
- 27 août : Les Mariners échangent le stoppeur Fernando Rodney aux Cubs de Chicago[33].
- 28 août : Les Mariners congédient Jack Zduriencik, leur directeur général[34].

### Septembre
- 28 septembre : Jerry Dipoto devient le nouveau directeur général des Mariners[35].

## Affiliations en ligues mineures
| Niveau            | Équipe                  | Ligue                         |
| ----------------- | ----------------------- | ----------------------------- |
| AAA               | Rainiers de Tacoma      | Ligue de la côte du Pacifique |
| AA                | Generals de Jackson     | Southern League               |
| A-Advanced        | Blaze de Bakersfield    | California League             |
| A                 | LumberKings de Clinton  | Midwest League                |
| A (saison courte) | AquaSox d'Everett       | Northwest League              |
| Ligue des recrues | Arizona League Mariners | Arizona League                |
| Ligue des recrues | DSL Mariners            | Dominican Summer League       |